# Anthaxia salicis
Anthaxia salicis  (лат.) — вид жуков-златок. Длина тела взрослых насекомых (имаго) 5—6 мм. Надкрылья кирпично-красного цвета, кроме зелёного, сине-зелёного или синего прищиткового пятна, которое доходит до середины надкрылий. Развиваются на иве, рябине, яблоне, груше.

## Классификация
Выделяют 3 подвида:
- Anthaxia salicis discoidalis Obenberger, 1924
- Anthaxia salicis persica Théry, 1925
- Anthaxia salicis salicis (Fabricius, 1776)